# 日我
日我（にちが、永正5年（1508年）- 天正14年11月11日（1586年12月21日））は、戦国時代の富士門流の僧侶。安房国保田妙本寺14世。幼名は乙都丸。字は要賢。日向国出身。「進大夫阿闍梨」と称された。
永正10年（1513年）6歳のとき、妙本寺11世日要の門人となるが、同年に日要が死去したため、学頭坊日杲に師事し、蓮住坊日柔や日俊に付いて修学した。天文2年（1533年）に妙本寺に代官として登り、天文6年（1537年）には30歳で妙本寺を継承する。同4年（1535年）頃、天文の内訌に勝利して安房里見氏の当主となった里見義堯の知遇を得て、以後深い崇敬を受ける。
日隆の八品主義に反対して、日要の奉じた文底寿量説を発展させて富士門流の発展に尽力して京都要法寺の日辰とともに「東我西辰」と並称された。また、近年では里見義堯の政治・宗教顧問としての活動にも注目されている。数多くの功績等から保田妙本寺の中興と仰がれている。

## 主な著述
- 一流相伝大事私（『興風叢書7』 興風談所刊）
- 申状見聞私
- 化儀秘決
- 年中行事
- 立正安国論私見聞
- 我邦雑記
- 唯我尊霊百日記
- 当流前後案内置文
- 本地見聞抄
- いろは字　等多数